# Người đẹp và quái thú
Người đẹp và quái thú hay Người đẹp và quái vật, Giai nhân và quái vật (tiếng Anh: Beauty and the Beast; tiếng Pháp: La Belle et la Bête) là một câu chuyện cổ tích viết bởi tiểu thuyết gia Gabrielle-Suzanne Barbot de Villeneuve, được phát hành năm 1740 trong tập La Jeune Américaine et les contes marins (The young American and Marine Tales). Câu chuyện sau đó được chỉnh sửa bởi Jeanne-Marie Leprince de Beaumont và được phát hành năm 1756 trong tập Magasin des enfants (Shop of children) và được đánh giá là phiên bản phổ biến, có tính đại chúng hơn so với bản gốc. Cốt truyện của Beauty and the Beast bị ảnh hưởng bởi những câu chuyện trước đó, ví dụ như Cupid và Psyche, viết bởi Apuleius và Vua lợn, một truyện cổ Ý phát hành bởi Giovanni Francesco Straparola.
Câu chuyện này về sau được lưu truyền rộng rãi trong nhiều văn hóa châu Âu. Như ở Pháp, vở opera mang tên Zémire et Azor được viết bởi Marmontel và sáng tác bởi André Grétry vào năm 1771 đã thành công vang dội và khiến độ phổ biến của câu chuyện được đẩy lên cao. Sau đó, câu chuyện còn được làm thành nhiều phim điện ảnh, phim truyền hình và kịch, trong số đó có bộ phim hoạt họa của hãng phim Walt Disney Pictures vào năm 1991. Mới đây nhất, bộ phim của Pháp năm 2014 với nữ diễn viên Léa Seydoux đã thành công lớn với hình ảnh tuyệt đẹp và cách kể thú vị. Bên cạnh đó, ngoài bộ phim hoạt hình năm 1991, Disney vừa công bố chuyển thể thành phim điện ảnh, do Emma Watson làm nữ chính.

## Tóm tắt cốt truyện
Ngày xưa, có một người lái buôn rất giàu có, ông sinh ra ba người con trai và ba cô con gái. Cả ba cô con gái đều xinh đẹp, nhưng đứa con gái út, Belle, là người xinh đẹp nhất, tốt bụng nhất và được cha yêu quý nhất. Cuộc sống gia đình ông gặp khó khăn những con thuyền lớn của ông gặp nạn, và cả nhà phải từ bỏ căn biệt thự huy hoàng để dời đến tạm lánh trong một ngôi làng hẻo lánh.
Một hôm, người cha nghe tin một trong những con tàu của ông thoát được, và quyết định lên đường đến bến cảng mong vớt vát lại được một ít của cải. Trước khi đi, ông đã hỏi hỏi các con gái muốn gì. Cô thứ nhất và cô thứ hai muốn trang sức, còn Belle muốn một bông hoa hồng. Thế nhưng, do số tài sản mất mát quá lớn, đến khi ông dùng hết mọi thứ còn lại để trả nợ thì không còn một xu dính túi, cũng vì thế không thể mua các thứ đồ mà các con gái ông yêu cầu. Khi trở về, ông bị lạc trong cơn bão tuyết và không biết bằng cách nào đã đi đến nhiều tòa lâu đài.
Dường như có một thế lực vô hình ngầm chào đón người đàn ông đi lạc, và người lái buôn sau một khoảng thời gian vất vả chưa kịp ăn uống đã chén sạch toàn bộ thức ăn và đồ uống được chủ nhân tòa lâu đài lặng lẽ chiêu đãi. Ông quyết định ngủ một đêm tại đó. Sáng hôm sau, ông ra vườn tình cờ thấy một vườn hồng và nhớ đến yêu cầu của Bella, ông quyết định ngắt một bông hoa. Đột ngột, một quái thú xuất hiện (còn có thể gọi là ác thú hay quái vật) và nói rằng sau khi tiếp nhận lòng mến khách của hắn đêm qua, ông lão sẽ phải chết. Người đàn ông tội nghiệp van xin và nói rằng chỉ xin một bông hồng cho cô con gái yêu quý. Sau khi nghe người lái buôn kể mọi chuyện, quái thú ra lệnh phải đưa một trong những người con gái của ông đến đây, nếu không toàn bộ gia đình ông sẽ bị giết. Trước khi đi quái thú còn tặng những hòm rương chứa đầy đủ những vật phẩm mà các người con của ông yêu cầu trước khi lên đường.
Về nhà, người lái buôn kể lại mọi chuyện cho tất cả những đứa con của mình. Những đứa con trai tình nguyện đến tòa lâu đài và chiến đấu với quái thú. Còn Belle do cảm thấy là do lỗi của mình, quyết định thẳng thắng đến tòa lâu đài để thế mạng cho cha. Khi Belle đến nơi, cô được quái thú tiếp đãi chu đáo, hằng ngày đều có đồ ăn thức uống tuyệt hảo và những bộ quần áo lộng lẫy, kèm theo đó là lời ngỏ muốn Belle làm vợ hắn. Cô hết lần này đến lần khác, và đêm nào cũng đi vào giấc mộng thấy một vị Vương tử tuấn tú hỏi những câu hỏi như kiểu vì sao cô lại từ chối gả cho hắn. Belle hết lần này đến lần khác trả lời rằng cô cũng có cảm tình với Quái thú nhưng chỉ giới hạn là bạn bè. Khi tỉnh lại, cô cho rằng vị Vương tử đang bị Quái thú giam giữ và lùng sục khắp lâu đài để tìm thấy chàng ta.

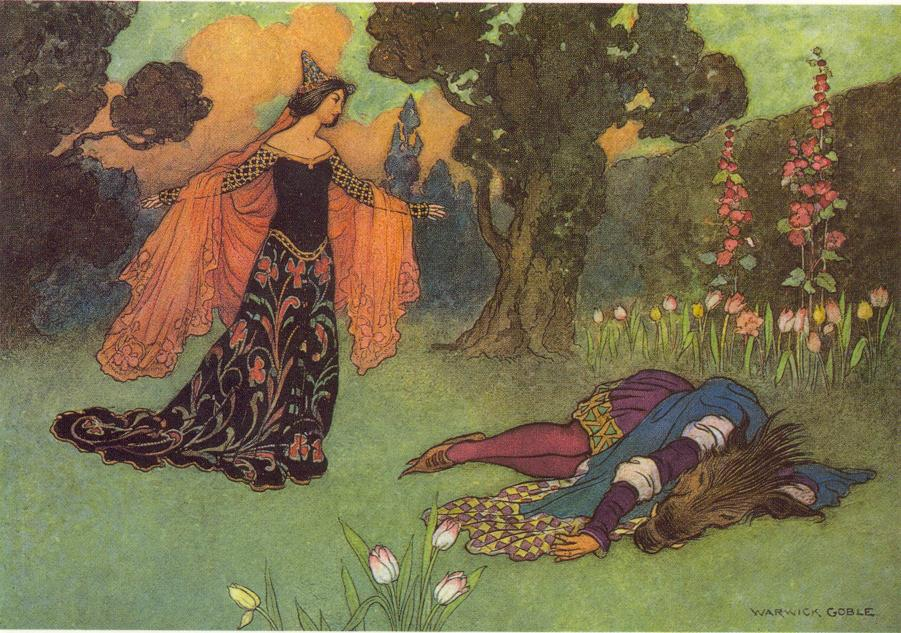
Minh họa đoạn cuối bởi Warwick Goble.

Nhiều tháng về sau, Belle không ngừng được cung phụng bởi Quái thú. Những bữa tiệc hoành tráng, những món trang sức và áo váy đắt tiền, nhưng Belle chỉ ngày càng tăng nỗi nhớ nhà mà thôi. Cô quyết định cầu xin Quái thú cho cô về thăm nhà, và Quái thú đồng ý với điều kiện phải quay lại đây đúng một tuần sau. Quái thú tặng cô một chiếc gương giúp cô thấy được việc gì diễn ra với Quái thú và một chiếc nhẫn giúp cô quay lại lâu đài ngay lập tức khi xoay 3 vòng quanh ngón tay. Khi cô trở về, cả nhà vui mừng, các chị cô thì ghen tị khi thấy cô được cuộc sống giàu sang, và quyết định kì kèo cô ở lâu hơn, vì họ hi vọng như vậy Quái thú sẽ nổi giận và ăn thịt Belle. Vốn yếu lòng, Belle đành chìu theo những lời ngon ngọt của hai người chị gái.
Vài ngày sau khi giới hạn đã qua, Belle cảm thấy tội lỗi vì phá vỡ lời hứa, bèn nhìn qua chiếc gương xem Quái thú thế nào. Cô hốt hoảng khi thấy Quái thú đang bán thân bất toại, chỉ còn thoi thóp bên cạnh bụi hồng, nơi mà cha cô đã bứt một cành hồng lúc trước. Belle không suy nghĩ gì mà dùng chiếc nhẫn để quay lại ngay bên cạnh Quái thú. Ôm Quái thú đang hấp hối trong lòng, Belle khóc và thú nhận cô yêu hắn. Giọt nước mắt cô rơi xuống, thì Quái thú chuyển thành vị Vương tử tuấn tú mà cô gặp trong giấc mơ. Tỉnh dây, Quái thú-vị Vương tử thật sự, đã cho Belle biết rằng chàng vốn là vị Vương tử quyền uy của lâu đài này, do từ chối giúp đỡ một bà tiên mà bị biến thành Quái thú gớm ghiếc và chỉ khi tìm được tình yêu đích thực thì mới quay lại làm người. Belle và Vương tử kết hôn và sống hạnh phúc về sau.

## Chỉnh sửa
Trong truyện cổ tích của Pháp thì Belle ở trong một nhà giàu có ba chị em. Trong bộ phim hoạt hình nổi tiếng của Walt Disney thì Belle ở trong một nhà nghèo ở một thị trấn nhỏ và sống với một người cha, và có thêm một nhân vật nữa là gã Gaston nhà giàu kiêu ngạo muốn lấy Belle làm vợ vì cô xinh đẹp.
Trong bản gốc của Villeneuve, quá khứ của Quái thú lẫn Belle được đề cập tỉ mỉ hơn. Cha của Quái thú mất khi còn trẻ, và mẹ của hắn gây nên một cuộc chiến tranh để bảo vệ vương quốc. Thái hậu đưa hắn cho một mụ ác tiên chăm sóc, và ả đã cố gắng dụ dỗ hắn khi hắn trưởng thành, nhưng bị từ chối và đã biến hắn thành Quái thú như vậy. Còn Belle vốn là con gái của một vị Quốc vương và một Bà tiên hiền hậu, một bà Tiên ác khác muốn giết Belle để có thể cưới cha cô, và Belle được biến thành con gái lão thương nhân nhằm bảo vệ an toàn mạng sống. Cuối cùng, de Beaumont sau đó quyết định đơn giản hóa câu chuyện và do đó câu chuyện trở nên phổ biến hơn.

## Chuyển thể

La Belle et la Bête năm 2014.

Beauty and the Beast năm 2017.

Tuy là một câu chuyện được sáng tác bởi một tác giả cụ thể, nhưng Beauty and the Beast trở thành đề tài không chỉ cho các cuốn tiểu thuyết về sau mà còn cả trong lĩnh vực điện ảnh.

### Văn học
- The Pig King, bởi Giovanni Francesco Straparola, một truyện cổ của Ý xuất bản trong The Facetious Nights of Straparola.
- The Scarlet Flower, bởi Sergey Aksakov.
- Beauty and the Beast... The Story Retold. Laura E. Richards. London: Blickie & Son, 1886. Also, Boston: Roberts Brothers, 1886.
- Beauty: A Retelling of the Story of Beauty and the Beast, 1978 and Rose Daughter, 1997 (bởi Robin McKinley).
- "The Courtship of Mr. Lyon", từ The Bloody Chamber của Angela Carter (1979), được dụa theo cốt của Madame Le Prince de Beaumont.[5]
- "Beauty", một truyện ngắn bởi Tanith Lee.
- Fashion Beast, một vở diễn bởi Alan Moore, được chuyển thể minh họa tiểu thuyết năm 2012.
- Trong The Last Wish (1993) của Andrzej Sapkowski, câu chuyện "A Grain of Truth" rất giống Beauty and the Beast.
- Lord of Scoundrels (1995) bởi Loretta Chase.[6]
- The Fire Rose (1995) bởi Mercedes Lackey.
- The Quantum Rose bởi Catherine Asaro.
- Beastly, bởi Alex Flinn, dựng tại bối cảnh hiện đại ở Manhattan.

### Điện ảnh
- La Belle et la Bête (1946), đạo diễn bởi Jean Cocteau, diễn viên Jean Marais vai Quái thú và Josette Day vai Belle.[7]
- The Scarlet Flower (1952), đạo diễn bởi Lev Atamanov.
- Một bộ phim năm 1962 đạo diễn bởi Edward L. Cahn, diễn viên Joyce Taylor và Mark Damon.[8]
- Năm 1987, The Cannon Group and Golan-Globus Productions phát hành Beauty and the Beast, một live-action dạng ca vũ kịch, đạo diễn bởi Eugene Marner[9].
- Năm 1991, Walt Disney sản xuất bộ phim hoạt hình Beauty and the Beast, đạo diễn bởi Kirk Wise và Gary Trousdale.[10].
- Năm 1992, Beauty and the Beast, đạo diễn bởi Masakazu Higuchi và Chinami Namba.[11].
- Nhạc nền của video "I'd Do Anything for Love (But I Won't Do That)" bởi Meat Loaf, phát hành năm 1993, là ảnh hưởng bởi Beauty and the Beast.[12]
- Năm 2005, David Lister sản xuất Beauty and the Beast và Blood of Beasts.[13]
- Spike (2008), một phiên bản hắc ám [14] của câu chuyện được dựng trên bối cảnh hiện đại bởi Robert Beaucage[15][16][17][18][19]
- Beastly (2011), đạo diễn bởi Daniel Barnz, dựa vào tiểu thuyết cùng tên của Alex Flinn, cuốn tiểu thuyết dựa vào cốt truyện của Beauty and the Beast.[20]
- La Belle et la Bête (2014), một bộ phim do Pháp và Đức sản xuất, đạo diễn bởi Christophe Gans. Diễn viên Léa Seydoux vai Belle và Vincent Cassel vai Quái thú.[21]
- Beauty and the Beast (2017), một bộ phim dựa trên bộ hoạt hình năm 1991 của hãng Walt Disney, diễn viên Emma Watson vai Belle và Dan Stevens vai Quái thú.[22]